# Eohaustorius brevicuspis
Eohaustorius brevicuspis är en kräftdjursart som beskrevs av Bosworth 1973. Eohaustorius brevicuspis ingår i släktet Eohaustorius och familjen Haustoriidae. Inga underarter finns listade i Catalogue of Life.